# نیکولای کاراچنتسوف
نیکولای کاراچنتسوف (روسی: Николай Петрович Караченцов؛ زادهٔ ۲۷ اکتبر ۱۹۴۴ درگذشته ۲۶ اکتبر ۲۰۱۸) یک هنرپیشه و خواننده اهل اتحاد جماهیر سوسیالیستی شوروی بود.
از فیلم‌ها یا برنامه‌های تلویزیونی که وی در آن نقش داشته است می‌توان به جزیره گنج اشاره کرد.
وی همچنین برنده جوایزی همچون جایزه هنرمند مردمی اتحاد جماهیر شوروی شده است.